# Claude Brown
Claude Brown (23 de fevereiro de 1937 - 2 de fevereiro de 2002) foi o autor de Manchild in the Promised Land, publicado com aclamação da crítica em 1965, que conta a história de sua maioridade durante as décadas de 1940 e 1950 no Harlem. Ele também publicou Children of Ham (1976).

## Biografia
Brown nasceu em 23 de fevereiro de 1937 em Nova York, Nova York. A autobiografia Manchild in the Promised Land descreve as condições culturais, econômicas e religiosas que permearam o Harlem durante a primeira infância e adolescência de Brown, enquanto construíam uma narrativa da tumultuada infância de Brown. O livro explica que, no início do século 20, Nova York era considerada a terra prometida para os afro-americanos, mas a vida no Harlem era mais desafiadora do que os migrantes esperavam.
Os pais de Brown, que eram meeiros, mudaram-se da Carolina do Sul para o Harlem em 1935. Eles tiveram filhos e moravam em um cortiço na 146th Street com a Eighth Avenue. Brown tinha um irmão mais novo e duas irmãs. Desde os seis anos de idade, sua vida envolvia roubo, consumo de álcool, evasão escolar e guerras de gangues.
Essas duras realidades da vida no Harlem dos anos 1950 moldaram sua infância. Esperando que um ano longe do Harlem o beneficiasse, seus pais o enviaram para morar com os avós na Carolina do Sul. No entanto, isso apenas fez Brown desejar a violência das ruas. Aos 11 anos, ele foi colocado na Wiltwyck School for Boys, um reformatório.
Naquela época, ele havia conhecido o Dr. Ernest Papanek, um psicólogo e diretor da Wiltwyck School for Boys para meninos carentes e emocionalmente perturbados, em Esopus, Ulster County, Nova York. O Dr. Papanek, a quem Brown descreveu em seu livro como "provavelmente o gato mais inteligente e profundo que já conheci", encorajou-o a buscar uma educação. Embora o Dr. Papanek o tenha incentivado a obter uma educação melhor, Brown ainda tinha contatos criminosos em Wiltwyck e continuou envolvido na vida nas ruas. Brown teve muitos problemas com a lei e teve que ir várias vezes a várias instituições de detenção juvenil. Durante um assalto, Brown levou um tiro no estômago e quase morreu.
No meio da adolescência de Brown, ele ganhava a vida traficando drogas e se tornando um vigarista. Em 1953, trabalhou no distrito de confecções, mas largou o emprego em pouco tempo. Seu irmão mais novo, que ele sempre considerou inocente, tornou-se viciado em drogas. Em Manchild in the Promised Land, Brown culpa o estilo de vida pouco saudável de seu irmão por não ter sido exposto aos horrores do Harlem cedo o suficiente na vida.
Reconhecendo os efeitos prejudiciais de drogas como heroína e violência de gangues em sua comunidade e seus amigos, Brown decidiu sair. Ele se mudou do Harlem, com o coração partido ao ver todos os seus amigos "viciados" pelo vício em drogas. Depois de ser um dos "gatos mais badalados" (como ele diz no livro), mudou-se para Greenwich Village, onde poderia recomeçar. Pela primeira vez na vida, ele decidiu estudar e começou a frequentar aulas noturnas em uma escola secundária no centro da cidade, sustentando-se trabalhando como ajudante de garçom e entregador e em outros biscates.
Ele começou a ter aulas de piano e a vender cosméticos enquanto tentava se decidir sobre a faculdade. Muitos de seus velhos amigos estavam na prisão ou haviam saído do Harlem, então ele sentia que não tinha mais lugar no Harlem. Um amigo contou a Brown sobre o reverendo William M. James, que estava interessado em ajudar jovens do gueto a entrar na faculdade. O reverendo James tentou ajudar o irmão de Brown, mas seu irmão foi preso e enviado para a prisão por assalto à mão armada.
Brown se formou em 1965 na Howard University (onde seus professores incluíam os sociólogos E. Franklin Frazier e Nathan Hare), e mais tarde passou a frequentar as escolas de direito de Stanford e Rutgers. Ele saiu quando o circuito de palestras provou ser mais lucrativo do que a Lei.

## Carreira
Manchild in the Promised Land vendeu mais de 4 milhões de cópias e foi traduzido para 14 idiomas diferentes. A partir de 2002, estava no currículo de muitas escolas e faculdades. O livro foi proibido em certas escolas por usar linguagem franca. Em 1971, uma denúncia no Chicago Daily Defender afirmava que o livro era "literatura pornográfica" e continha "428 incidentes de palavras impuras". O livro foi proibido em 1974 em uma escola secundária em Massachusetts porque o diretor achou a linguagem "suja".
Brown publicou um segundo livro, Children Of Ham, que explora a vida de vários adolescentes negros do Harlem que escapam das garras da heroína. Em comparação com as vendas de seu primeiro trabalho, foi um fracasso. Ele escreveu vários artigos para revistas nacionais, incluindo Esquire e Look. Em 1961, o artigo de Brown "Harlem, My Harlem" foi publicado na Dissent.
Claude Brown morreu em 2 de fevereiro de 2002 em Nova Iorque.